# Payao
Payao è una municipalità di quarta classe delle Filippine, situata nella Provincia di Zamboanga Sibugay, nella regione della Penisola di Zamboanga.
Payao è formata da 29 baranggay:
- Balian
- Balogo
- Balungisan
- Binangonan
- Bulacan
- Bulawan
- Calape
- Dalama
- Fatima (Silal)
- Guintolan
- Guiwan
- Katipunan
- Kima
- Kulasian
- Kulisap

- La Fortuna
- Labatan
- Mayabo (Santa Maria)
- Minundas (Santo. Niño)
- Mountain View (Puluan)
- Nanan
- Poblacion (Payao)
- San Isidro
- San Roque
- San Vicente (Binangonan)
- Silal
- Sumilong
- Talaptap
- Upper Sumilong